# Гольпайеган
Гольпайега́н (перс. گلپایگان‎) — город в центральном Иране, в провинции Исфахан. Административный центр одноимённого шахрестана.

## География
Город находится в западной части Исфахана, в правобережной части долины реки Кум, на высоте 1 830 метров над уровнем моря.
Гольпайеган расположен на расстоянии приблизительно 147 километров к северо-западу от Исфахана, административного центра провинции и на расстоянии 260 километров к юго-юго-западу (SSW) от Тегерана, столицы страны.

## Население
По данным переписи, на 2006 год население составляло 47 849 человек; в национальном составе преобладают персы (носители одного из центральноиранских диалектов гольпаегани).
| 1986   | 1991   | 1996   | 2006   | 2012   |
| ------ | ------ | ------ | ------ | ------ |
| 35 253 | 38 563 | 40 634 | 47 849 | 51 499 |

## Экономика и транспорт
Важную роль в экономике города играет сельское хозяйство. В окрестностях Гольпайегана выращивают пшеницу, ячмень, сахарную свеклу, хлопок, а также различные фрукты. Помимо этого, в городе развиты ковроткачество, резьба по дереву и некоторые другие народные промыслы.

Ближайший аэропорт расположен в городе Элигудерз.

## Достопримечательности
- Городская соборная мечеть
- Минарет, периода правления династии Сельджукидов
- Имамзаде Абуль Фотуха, потомка Мусы аль-Казима (XVI век)
- Имамзаде Саййида Садата (XIV век)
- Мечеть Серавер (XV век-XVI век)[5]